# Good Old-Fashioned Lover Boy
Good Old-Fashioned Lover Boy è un brano musicale del gruppo musicale britannico Queen, ottava traccia del quinto album in studio A Day at the Races.

## Descrizione
La canzone è sostenuta dal pianoforte, suonato dallo stesso Freddie Mercury (autore unico del brano), ed è influenzata dallo stile music hall.
La canzone inizia con l'accompagnamento di pianoforte e, immediatamente, il primo verso cui fa seguito il primo ritornello, in occasione del quale entrano anche tutti gli altri strumenti. Prosegue con il secondo verso, impreziosito da armonizzazioni vocali di Brian May e Roger Taylor, e quindi il secondo ritornello; dopo di esso, un intermezzo porta all'assolo di chitarra di Brian May. La canzone si conclude con un terzo verso e una terza ripetizione del ritornello.

## Pubblicazione
Il brano è uscito sul primo EP della band, intitolato appunto Queen's First EP, contenente tracce provenienti da 4 diversi album dei Queen.

## Formazione
Gruppo
- Freddie Mercury – voce, pianoforte
- Brian May – chitarra, voce
- Roger Taylor – batteria, voce, percussioni
- John Deacon – basso Fender

Altri musicisti
- Mike Stone – voce aggiuntiva

## Cover
- Nel 2005 il cantante Jason Mraz ha inciso una propria versione del brano per l'album tributo Killer Queen: A Tribute to Queen.